# Сім років у Тибеті (фільм)
«Сім років у Тибеті» (англ. Seven Years in Tibet) — американсько-британський фільм режисера Жана-Жака Ано (був також продюсером) 1997 року за мотивами однойменної автобіографічної книги Генріха Гаррера.
У головних ролях Бред Пітт, Девід Тьюліс, Бредлі Вонг.
Продюсерами також були Ієн Сміт і Джон Г. Вільямс. Вперше фільм продемонстрували 13 вересня 1997 року у Канаді на Міжнародному кінофестивалі у Торонто. В Україні фільм у кінопрокаті не демонструвався.

## Сюжет
У 1939 році австрійський альпініст Генріх Харрер залишає свою вагітну дружину, щоби разом із товаришем Петером Ауфшнайтером вирушити в експедицію на підкорення гори Нангапарбат в Індії (нині частина Пакистану). З початком Другої світової війни обох заарештовують британські власті як громадян ворожої держави та відправляють у табір для військовополонених у Дехрадуні, в передгір’ях Гімалаїв (сучасний штат Уттаракханд, Індія). Тим часом дружина Харрера, Інгрід, народжує сина, якого він так і не побачив, і надсилає йому документи на розлучення з Австрії, яка вже стала частиною нацистської Німеччини.
У 1944 році Харреру й Ауфшнайтеру вдається втекти з табору, і вони пробираються до Тибету. Спочатку їм відмовляють у в’їзді до закритої країни, але згодом їм вдається під виглядом паломників дістатися до столиці Лхаси. Там вони стають гостями тибетського дипломата Кунго Царонга. Один із високопосадовців, Нгаванг Джігме, також доброзичливо приймає іноземців, подарувавши їм пошиті на замовлення західні костюми.
Ауфшнайтер закохується у кравчиню Пему Лакі та одружується з нею. Харрер вирішує залишитися самотнім, щоб зосередитися на роботі з картографування території та не повторити помилки минулого — на що його друзі реагують із розчаруванням.
У 1945 році Харрер планує повернутися до Австрії після звістки про завершення війни, але отримує холодного листа від сина Рольфа, який відмовляється визнавати його батьком. Це зупиняє Харрера, і він вирішує залишитися в Тибеті. Незабаром його запрошують до палацу Потала, де він стає наставником 14-го Далай-лами, навчаючи його географії, наукам і західній культурі. Між ними зав'язується справжня дружба.
Тим часом відносини Тибету з новим комуністичним урядом Китаю псуються — китайці планують анексувати Тибет. Нгаванг Джігме очолює тибетську армію в прикордонному місті Чамдо, щоб стримати наступ Народно-визвольної армії Китаю. Але битва виявляється односторонньою: Джігме капітулює та підриває склад із боєприпасами.
Після підписання договору Кунго Царонг говорить Харреру, що якби Джігме не знищив запаси зброї, тибетські партизани могли б утримувати гірські проходи місяцями або навіть роками — цього було б достатньо, щоб звернутися по допомогу до інших держав. Для тибетців капітуляція дорівнює смертному вироку.
Харрер обурюється зрадою Джігме, розриває з ним дружбу, повертає подарований костюм — що в тибетській культурі є глибокою образою — і штовхає його на землю.
Харрер намагається переконати Далай-ламу втекти, але той відмовляється, не бажаючи залишати свій народ. Натомість Далай-лама закликає Харрера повернутися до Австрії й стати справжнім батьком для свого сина. Після церемонії інтронізації, де Далай-лама формально стає духовним і світським лідером Тибету, Харрер прощається з друзями й повертається на батьківщину в 1951 році.
Удома колишня дружина та її новий чоловік ледве впізнають Харрера — настільки він змінився. Його син Рольф спочатку відмовляється бачитися з ним, але Харрер залишає музичну скриньку, подаровану Далай-ламою. Це викликає у хлопця інтерес. Кілька років потому Харрер і Рольф, уже підліток, разом займаються альпінізмом — це свідчить про відновлення їхніх стосунків.

## У ролях
| Актор                    | Персонаж                                    | Роль                        |
| ------------------------ | ------------------------------------------- | --------------------------- |
| Бред Пітт                | Генріх Гаррер (англ. Heinrich Harrer)       | австрійський скелелаз       |
| Девід Тьюліс             | Петер Ауфшнайтер (англ. Peter Aufschnaiter) | австрійський скелелаз       |
| Бредлі Вонг              | Нґаванґ Джіґм (англ. Ngawang Jigme)         | тибетьський правитель       |
| Мако Івамацу             | Кунґо Царонґ (англ. Kungo Tsarong)          | тибетський дипломат         |
| Данні Дензонгпа          | Регент (англ. Regent)                       |                             |
| Віктор Вонґ              |                                             | китайський високопосадовець |
| Інґеборґа Дапкунайте     | Інґрід Геррер (англ. Ingrid Harrer)         | вагітна дружина Генріха     |
| Джам'янґ Джамтшо Ванґчук | Далай Лама (англ. Dalai Lama)               |                             |

## Сприйняття

### Критика
Фільм отримав загалом змішано-позитивні відгуки: Rotten Tomatoes дав оцінку 61 % на основі 33 відгуків від критиків (середня оцінка 6,3/10) і 70 % від глядачів із середньою оцінкою 3,4/5 (58,753 голоси), Internet Movie Database — 6,8/10 (62 306 голосів), Metacritic — 55/100 (18 відгуків критиків) і 6,3/10 від глядачів (4 голоси).

### Касові збори
Під час показу у США, що почався 10 жовтня 1997 року, протягом першого тижня фільм показали у 2,103 кінотеатрах і він зібрав $10,020,378, що на той час дозволило йому зайняти 2 місце серед усіх тогочасних прем'єр. Фільм зібрав у прокаті у США $37,957,682, а у світі — $93,500,000, тобто $131,457,682 загалом при бюджеті $70 млн.

### Нагороди і номінації[9]
| Рік  | Нагорода                                                    | Категорія                                          | Номінант                 | Результат |
| ---- | ----------------------------------------------------------- | -------------------------------------------------- | ------------------------ | --------- |
| 1998 | Awards of the Japanese Academy                              | Найкращий іноземний фільм                          | фільм                    | Номінація |
| 1998 | Золотий глобус                                              | Найкращий сценарій                                 | Джон Вільямс             | Номінація |
| 1998 | Ґреммі                                                      | Найкраща інструментальна композиція                | Джон Вільямс             | Перемога  |
| 1998 | Guild of German Art House Cinemas (Guild Film Award — Gold) | Найкращий іноземний фільм                          | Жан-Жак Ано              | Перемога  |
| 1998 | Motion Picture Sound Editors                                | Найкращий звуковий монтаж                          |                          | Номінація |
| 1998 | Political Film Society Awards                               | Мир                                                | фільм                    | Перемога  |
| 1998 | Political Film Society Awards                               | Розкриття                                          | фільм                    | Номінація |
| 1998 | Political Film Society Awards                               | Права людини                                       | фільм                    | Номінація |
| 1998 | Rembrandt Awards (Приз глядачів)                            | Найкращий актор                                    | Бред Пітт                | Перемога  |
| 1998 | YoungStar Awards                                            | Найкраща гра молодого актора у драматичному фільму | Джам'янґ Джамтшо Ванґчук | Номінація |